# Harvey Smith Showjumper
Harvey Smith Showjumper è un videogioco sul salto ostacoli, disciplina dell'equitazione, pubblicato nel 1985 per Commodore 64 e MSX. Prende il nome da Harvey Smith, cavaliere britannico attivo dagli anni '60 agli anni '80.
Sul mercato statunitense uscì una versione su dischetto per Commodore 64 intitolata Equestrian Showjumper sulla confezione, ma mantenendo il titolo originale a video.

## Modalità di gioco
Fino a 6 giocatori possono competere, gareggiando uno alla volta. L'obiettivo è saltare gli ostacoli nell'ordine prestabilito, commettendo meno falli e impiegando il minor tempo possibile. In caso di giocatore singolo non ci sono avversari e l'obiettivo è solo migliorare il proprio punteggio. Ci sono 12 piste disponibili (16 su MSX) con 5 tipi di ostacoli, più un editor di livelli per crearne di nuove.
Il campo di gara viene mostrato con visuale isometrica a scorrimento in tutte le direzioni, con una minimappa dell'intero campo che mostra il percorso ideale, altrimenti non visibile sull'erba, e evidenzia qual è il prossimo ostacolo da saltare.
Il cavallo può camminare, trottare, galoppare, saltare e girarsi, ma il tutto solo orizzontalmente. Può spostarsi nel frattempo anche in verticale, ma a una sola velocità. I cambi di velocità e l'esecuzione dei salti non sono immediati, e se si sbagliano i tempi l'ostacolo viene colpito e si accumulano dei falli, con anche il rischio di cadere o che il cavallo rifiuti di saltare. Se si tocca o salta un ostacolo che non è quello previsto si viene direttamente eliminati.
Il tema musicale è il Concerto per corno e orchestra n. 4.